# 科韋
7°14′N 2°18′E / 7.233°N 2.300°E

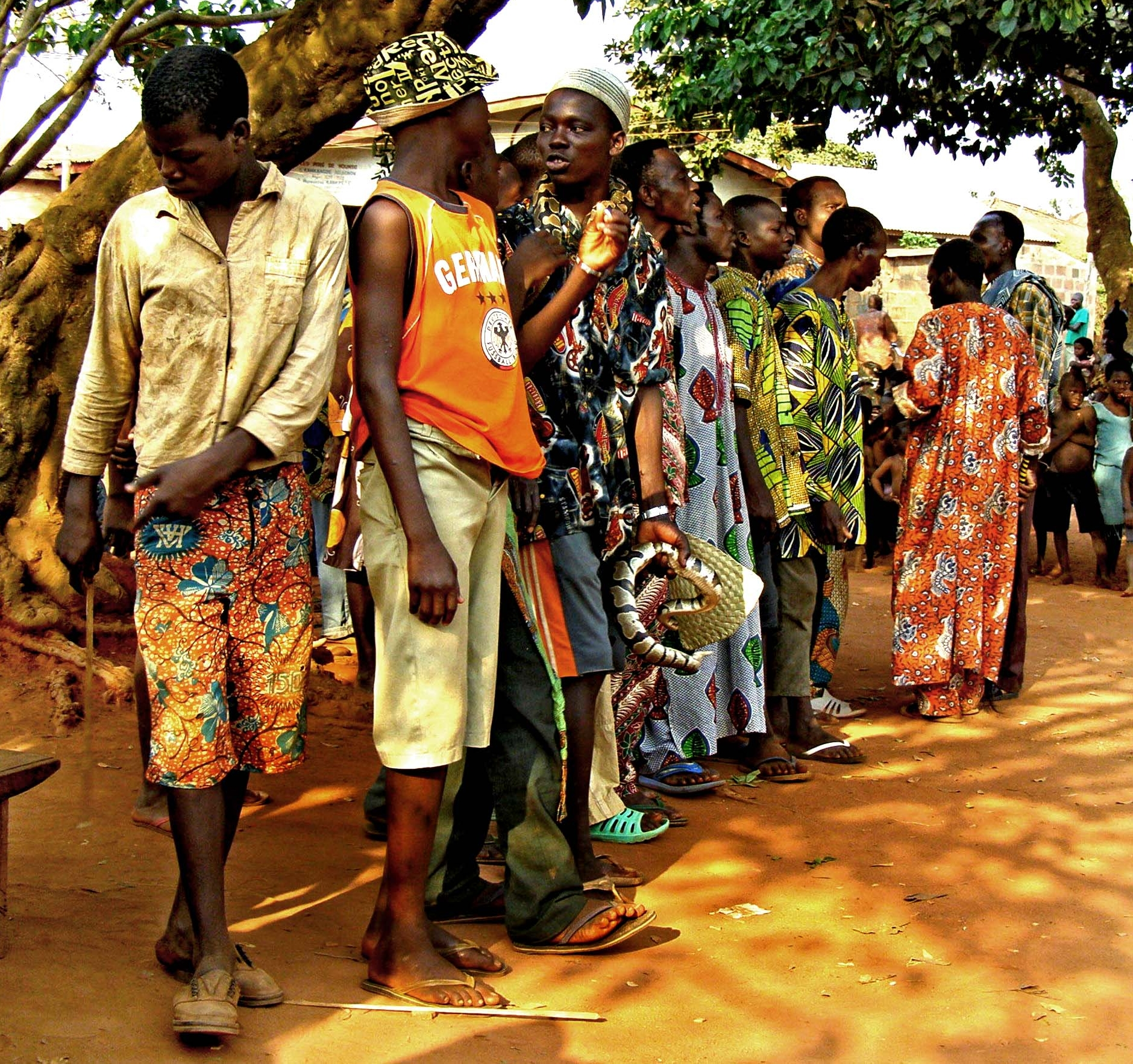

科韋（法語：Covè），是貝寧的城鎮，位於該國中南部，由祖省負責管轄，距離阿波美40公里，面積525平方公里，海拔高度70米，2012年人口43,554，人口密度每平方公里83人。